# Ideoblothrus colombiae
Ideoblothrus colombiae är en spindeldjursart som beskrevs av William B. Muchmore 1982. Ideoblothrus colombiae ingår i släktet Ideoblothrus och familjen spinnklokrypare. Inga underarter finns listade i Catalogue of Life.